# Jammerbergia
Jammerbergia — вимерлий рід темноспондилів родини Mastodonsauridae, що існував на території Південно-Африканської Республіки за раннього чи на початку середнього тріасового періоду. Типовий вид, J. formops, було описано Даміані та Хенкоксом 2003 року на основі NM QR1436, фрагмента черепа виявленого Еґбертом ван Хопеном у 1927 році на території округу Вепенер, провінція Фрі-Стейт.